# Socorrista acuático

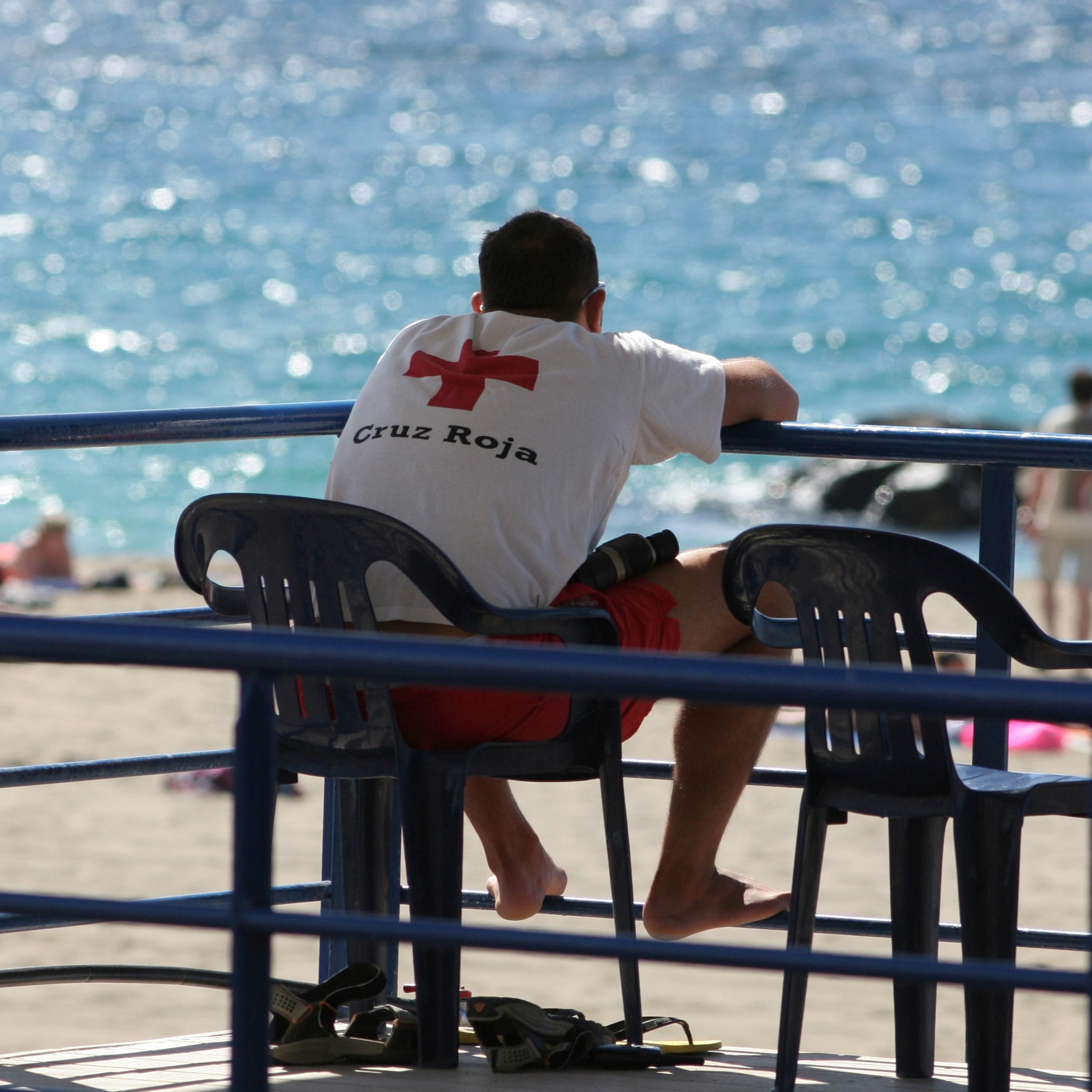
Socorrista de la Cruz Roja española.

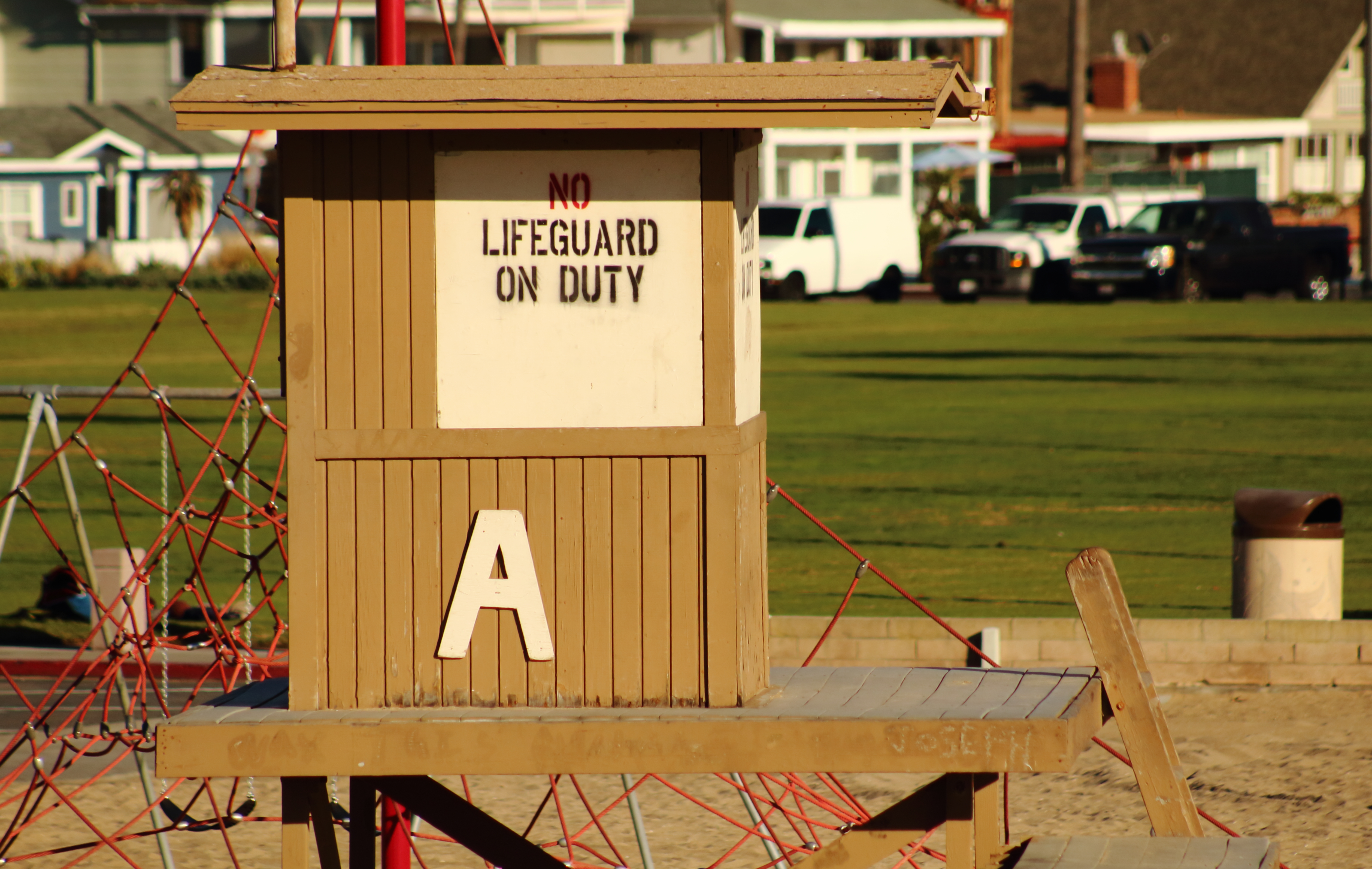
Torre de socorrista en Newport Beach, California.

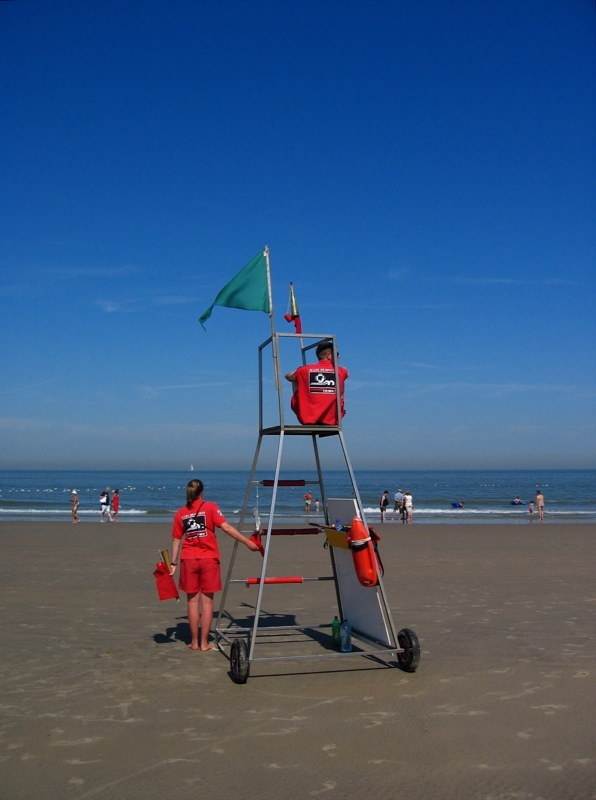
Socorristas en un puesto de vigilancia móvil en una playa de Bélgica.

Un socorrista acuático o guardavidas, antes llamado salvavidas, es la persona capacitada y acreditada para vigilar, prevenir y atender cuya principal misión es garantizar seguridad, pero que brinda respuesta inmediata de rescate acuático y/o atención básica de emergencia a quienes estén en situación de peligro dentro o alrededor del agua, en las áreas acuáticas de turismo, recreación y deporte, tales como piscinas, ríos, lagos o playas; siendo estas las labores principales del salvamento acuático como profesión reconocida en muchas partes del globo, que algunas autoridades locales o regionales han instituido la protección de quienes acuden a estos sitios.
Estos hombres y mujeres tienen como labor principal la anticipación y prevención de conductas o condiciones de riesgo que puedan llevar a incidentes que lamentar dentro de su zona de vigilancia, con escaneo constante y llamadas de atención, así como la realización de maniobras de socorro cuando fuera necesario. Los guardavidas tienen que estar muy aptos físicamente, muy motivados y ser capaces de responder responsablemente ante situaciones de peligro y de emergencia.
El término guardavidas (del inglés Lifeguard) fue mencionado por primera vez en una reunión del Concilio Nacional de Seguridad Acuática de los Estados Unidos de América en 1983, para dar a entender que el rol de los salvavidas (lifesaver en inglés) había cambiado de esperar a que las situaciones se dieran para correr atenderlas a adoptar y procurar medidas de prevención destinadas a minimizar los riesgos potenciales que pueden conducir a una situación de peligro, que haga necesario el rescate o los primeros auxilios.

## Responsabilidades
Un guardavidas (también conocido como bañero en Sudamérica) es responsable de la seguridad y bienestar de las personas, particularmente en un área acuática y las zonas adyacentes o que la rodean. Su prioridad es asegurarse que ningún daño le ocurra a los usuarios de su área de responsabilidad. Aunque a menudo esta responsabilidad es remunerada también los hay voluntarios.
Estos profesionales son capaces de proveer todos los elementos para ayudar a prevenir ahogamiento (u otras emergencias) en su área de responsabilidad y por esta razón, este debe ser el enfoque primario de las actividades que definen su trabajo "guardar vidas", sea lo mejor detener un evento antes de que ocurra como reaccionando a uno en proceso.
Su capacitación está orientada en siete ejes:
- Reconocer condiciones de riesgo que puedan convertirse en situaciones de peligro.
- Indicar a los visitantes de su zona de vigilancia cuales son los riesgos
- Reconocer a la(s) víctima(s) en situación de peligro dentro del agua.
- Entrar al agua en pos de la(s) víctima(s)
- Nadar hasta alcanzar la(s) víctima(s)
- Extraer a la(s) víctima(s) de la situación de peligro de vuelta a la orilla o lugar seguro
- Brindar los primeros auxilios básicos si son requeridos.

## Estilos de natación en el salvamento acuático
Dentro del salvamento acuático, al momento de hacer una asistencia o rescate en el agua, se utilizan varios estilos de natación para poder aproximarse a las víctimas y las técnicas elementales de nado requieren de ciertas variaciones para no perder de vista a la misma. Estos estilos son:
- Crol socorrista (llamado natación estilo libre): Tiene dos mecanismos: Libre con la cabeza fuera del agua y, siempre y cuando las condiciones lo permitan, de forma que no se pierda el contacto visual con la víctima, podrá utilizarse el estilo libre con cabeza fuera del agua alternado, donde se oculta la cabeza y se saca cada par de brazadas.

- Braza socorrista (llamado estilo pecho): en el cual siempre se tiene contacto visual con la víctima.

- Estilo de lado, Tijera o Marinera (over en inglés): es utilizado para remolcar a las víctimas hacia la orilla más cercana.

## Estilos de remolque o arrastre de las víctimas

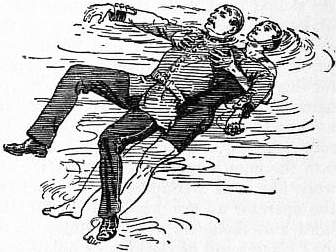
Remolque por las axilas, ilustración en el artículo de la Enciclopedia Británica, 1911.

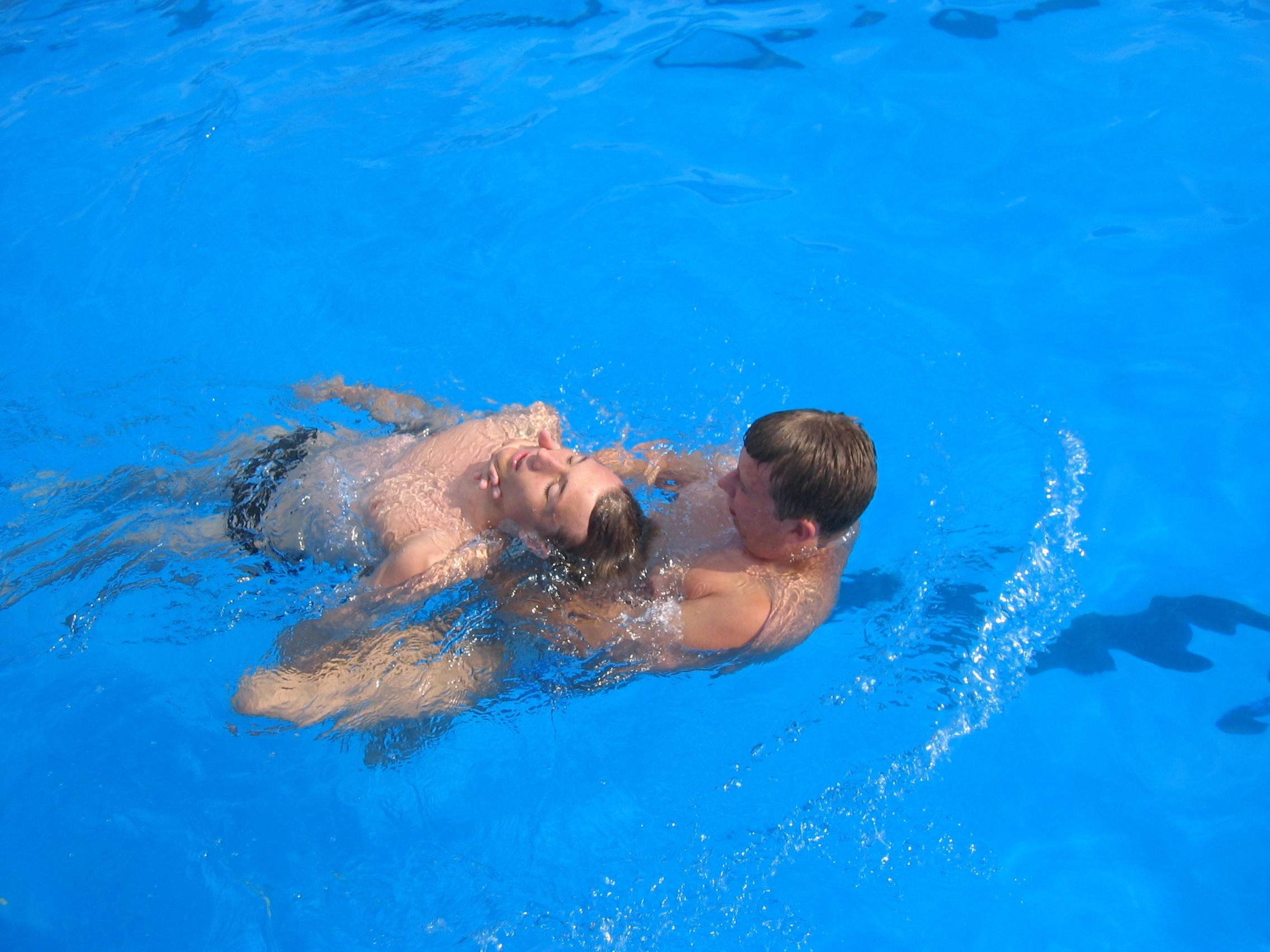
Remolque por la barbilla.

- Por las axilas: Se coloca a la víctima boca arriba, encima del vientre del socorrista que agarra sus axilas con ambas manos, impulsándose hacia la orilla haciendo el mismo movimiento de piernas que en el estilo braza, pero boca arriba. La víctima ha de estar consciente.
- Cruce de pecho: Se coloca a la víctima boca arriba, se cruza un brazo desde el hombro hasta una axila y se presiona contra el cuerpo. El socorrista la llevará contra si, apoyada sobre el costado y cadera y utilizará el estilo de nado tijera para traerla a la orilla.

- Remolque de víctima con lesión cervical: Este tipo de remolque es el más complicado si no se dispone de material, ya que el socorrista debe formar un collarín a la víctima con sus manos y brazos. Se efectúa cuando se presume que la causa del ahogamiento sea un golpe fuerte que haya podido causar alguna lesión cervical y, seguramente, la inconsciencia. El socorrista deberá situar ambas manos alrededor del cuello, una en la mandíbula y la otra en la base del cráneo, y pegará sus antebrazos a su cuerpo, alineados con el esternón y la columna vertebral. De manera que el socorrista deberá nadar de lado, procurando siempre que no se desalineen sus brazos. Si la víctima se encontraba boca abajo, primero se sujetará de esta forma y, después, el socorrista se sumergirá dentro del agua y girará alrededor del ahogado para ponerlo boca arriba sin realizar movimientos bruscos.
- Remolque por la barbilla (en desuso): Con la víctima boca arriba, el socorrista sujetará su mandíbula con una mano, de manera que un brazo de la víctima quede envuelto por el del socorrista. Es decir, el brazo del socorrista pasará por la axila de la víctima y le sujetará la mandíbula, así dispondrá de un brazo para nadar más rápido hacia la orilla más cercana. Es imprescindible que la víctima esté consciente y que no haya sufrido ningún golpe, ya que podría sufrir alguna lesión cervical.
- Remolque nuca (en desuso): Para víctimas inconscientes, el socorrista cogerá la base del cráneo con una mano (supinación) y con el brazo que le queda libre podrá ayudarse para sacar a la víctima fuera del agua mientras da patada de braza o lateral (siempre teniendo las vías aéreas de la persona inconsciente por fuera del agua). Para este tipo de remolque se necesita tener bastante fuerza en los brazos.

## El equipo del socorrista
El material, equipamiento o equipo del socorrista es aquel que le permitirá desarrollar su labor con mayor eficiencia, reduciendo los tiempos de rescate y los riesgos personales, así como posibilitará el remolcar a la víctima a tierra o aplicarle los primeros auxilios de la forma más segura posible. Entre los materiales más usados se encuentran:

### Material de autoprotección
Se llama materiales universales de protección personal a los que son utilizados por los Socorristas Acuáticos o Terrestres para suministrar primeros auxilios. Estos son guantes desechables (látex, nitrilo, etc.), lentes o antiparras, barbijos, delantales y mascarillas faciales (para suministrar ventilación artificial).

### Material de salvamento, rescate y atención

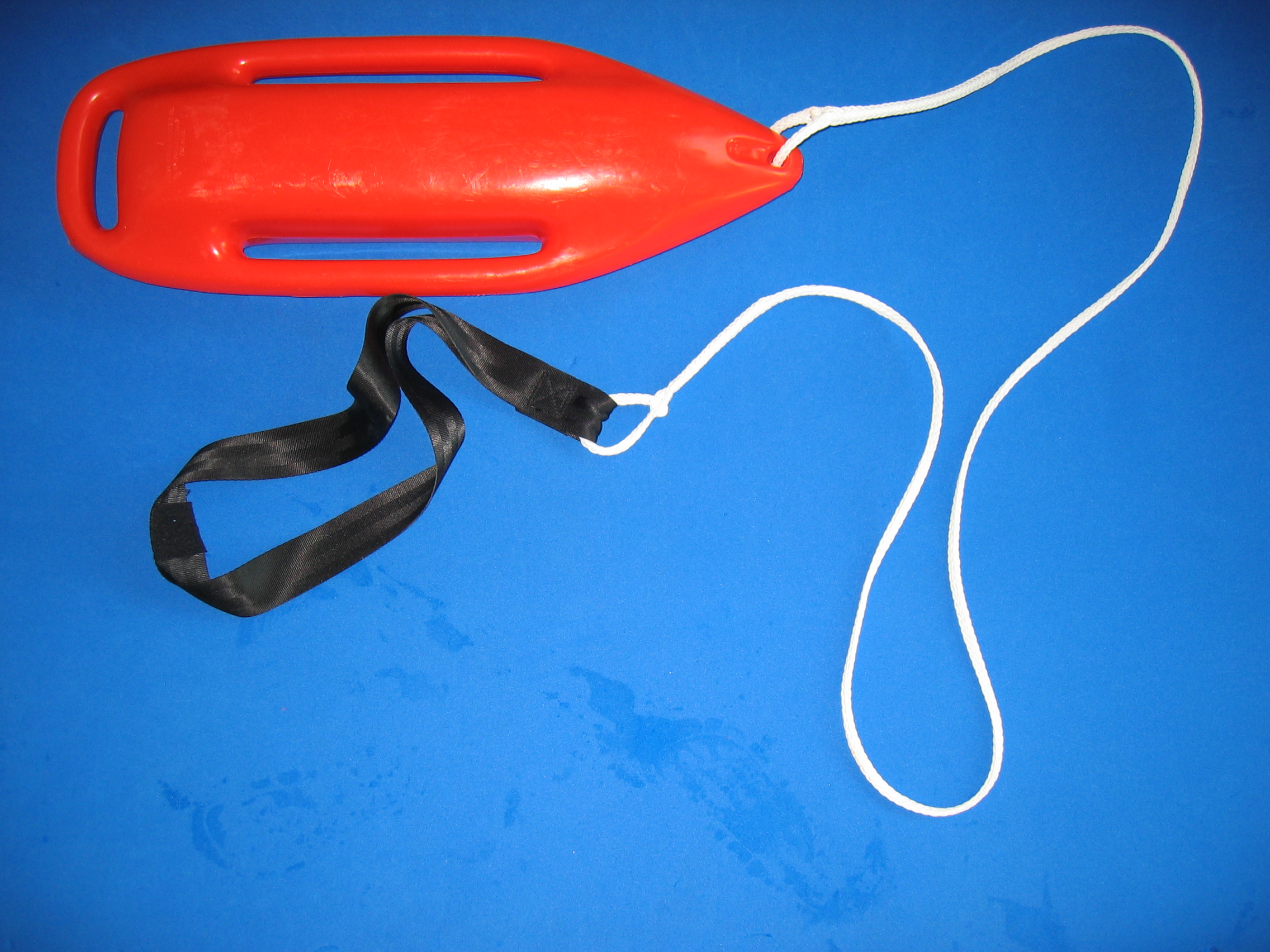
Boya torpedo.

- El aro salvavidas, flotador o rosca (en desuso).
- El tubo o brazo de rescate.
- La lata de rescate (rescue can), boya torpedo, o salvavidas tubular.
- La pértiga, percha o vara del pastor.
- Tirantes de salvamento, carrete o cabrestante.
- Bolsa de rescate.
- La férula espinal o camilla rígida.

Estos materiales se llaman D.F.R. (Dispositivo de Flotabilidad de Rescate). Muchos de estos materiales se pueden usar sin necesidad de entrar al agua, con técnicas específicas que permiten arrojarlos hasta donde se encuentren la víctima, para luego remolcarla.

## Torneos y competencias de socorrismo
Las competencias de socorrismo son el escenario donde estos hacen gala de sus conocimientos, experiencias y destrezas, como profesionales del salvamento acuático y representantes de la institución que los formó, la instalación para la cual trabajan o el grupo al que pertenecen.
En estas competencias se realizan eventos de pruebas de habilidades, resistencia y técnicas de salvamento en los dos ambientes de trabajo del socorrista: aguas controladas (piscinas) y aguas abiertas (playas o lagos).
A nivel europeo, Cruz Roja organiza cada año un torneo donde se miden las destrezas del socorrista acuático, socorrista terrestre, primeros auxilios. Este torneo, llamado FACE (First Aid Convention Europe), se realiza primero a nivel nacional y luego el equipo ganador (compuesto por 6 miembros, uno de ellos socorrista acuático) compite a nivel europeo.

## Pruebas físicas por países
Dependiendo el país, región, comunidad o estado de que se trate, el socorrista deberá pasar una serie de pruebas físicas y teóricas (véase Salvamento y socorrismo), siendo su responsabilidad legal mantenerse en buen estado físico para poder desempeñar correctamente su función de vigilancia y rescate.

### En España
En España uno de los organismos encargados de la organización de competiciones de salvamento y socorrismo es la Real Federación Española de Salvamento y Socorrismo, que organiza anualmente diversos campeonatos, como por ejemplo:
- Campeonatos de España de Invierno: se trata de una competición de pruebas de piscina y se celebra normalmente en piscina corta (25 metros) para las categorías de menores (infantil, cadete) y en piscina larga (50 m) para las categorías de mayores (juvenil, júnior y absoluto).
- Campeonatos de España de Verano: puede tratarse de una competición exclusivamente de pruebas de playa o de pruebas de piscina y de playa. En caso de haber pruebas de piscina éstas se celebran en piscina larga (50 metros) o corta (25 m) dependiendo de las categorías.
- Liga de Clubes: cuenta con una fase previa, solo en piscina, que se celebra en cada comunidad autónoma y una fase final de piscina y playa a la que solo acceden los clubes mejor clasificados en la fase previa.
- Copa de España de piscina: celebrada desde la temporada 2016-17, engloba diferentes competiciones a nivel nacional en categorías de menores y de mayores.

Junto con la Real Federación Española de Salvamento y socorrismo existen otros organismos públicos y privados encargados de la formación y gestión de los socorristas acuáticos. Siendo los más conocidos a nivel nacional la Cruz Roja Española, la Asociación Española de Socorristas y el grupo GIAAS, grupo de investigación y promoción del socorrismo de la Universidad de La Coruña que está desarrollando una importante divulgación del socorrismo en España y Latinoamérica. Junto a estas instituciones, también existen múltiples empresas y centros educativos que permiten la formación en el ámbito del socorrismo acuático como, por ejemplo, los técnicos superiores en animación de actividades físicas y deportivas (TAFAD) o los técnicos superiores en enseñanza y animación sociodeportiva (TSEAS) dentro de la formación profesional reglada. Asimismo, dentro de las formaciones de enseñanzas deportivas de régimen especial o el grado superior de técnico deportivo en salvamento y socorrismo deportivo.